# Gasela persa
La gasela persa (Gazella subgutturosa) és una gasela que viu a una gran zona de l'Àsia central, incloent-hi part de l'Iran i el sud-oest del Pakistan a l'extrem occidental de la seva distribució, així com el desert del Gobi. És característica perquè només els mascles tenen banyes i habita a Pèrsia, l’Afganistan i el Turquestan.
El nom específic significa "plena a sota la gola" i es refereix al fet que al mascle se li inflen el coll i la gola durant la temporada d'aparellament, semblant a un goll. Tanmateix, no és un goll autèntic, que és provocat per un augment de la mida de la glàndula tiroide.
La gasela persa viu a planúries de sorra i grava i altiplans de calcària. Corre a grans velocitats, sense l'anadura amb saltirons d'altres espècies de gasela. A gran part del seu àmbit de distribució, les gaseles emprenen migracions estacionals. Els ramats recorren entre 10 i 30 km al dia a l'hivern, mentre que a l'estiu només en recorren entre 1 i 3.